# Twilight (U2)
Albums de U2
October (album)
Pistes de Boy
I Will Follow
(1) An Cat Dubh
(3)
Twilight est une chanson du groupe de rock irlandais U2 extraite de leur premier album Boy,,,. C'est la seconde piste de ce disque. Enregistrée une première fois en février 1979 durant la troisième séance démo du groupe avec l’ingénieur du son Dave Freely, elle est placée ensuite en face-B du single Another Day en février de l'année suivante puis retravaillée dans une version plus propre dans Boy. Les paroles sont chargées d'ambiguïtés sexuelles. Elles parlent de l'homosexualité ou de la confusion d'identité sexuelle que beaucoup d'adolescents ressentent à différents degrés.